# فرودگاه ماتاهو
فرودگاه ماتاهو (به انگلیسی: Mata'aho Airport) یک فرودگاه همگانی با کد یاتا NFO است که یک باند فرود چمن دارد و طول باند آن ۸۵۳ متر است. این فرودگاه در کشور تونگا قرار دارد .

## شرکت‌های هواپیمایی و مقصدهای پروازی
| شرکت‌های هواپیمایی | مقصدهای پروازی |
| ----------------- | -------------- |
| Real Tonga        | واوایو         |